# Claudio Maiani
Claudio Maiani (* 18. Juni 1956) ist ein ehemaliger san-marinesischer Fußballspieler.
Maiani debütierte beim ersten Länderspiel San Marino am 28. März 1986 gegen die Auswahl Kanadas. Auf Vereinsebene spielte er für mehrere italienische Profivereine wie US Cremonese, Lanerossi Vicenza und FC Bologna.